# David Oliver Joyce
David Oliver Joyce (ur. 12 lutego 1987 w Mullingar) – irlandzki bokser, trzykrotny złoty medalista mistrzostw Unii Europejskiej 2008 (Cetniewo), 2009 Odense oraz 2014 Sofia, olimpijczyk z Rio de Janeiro (2016).